# آندری ساخاروف

تمبر یادبود آندری ساخاروف - انتشار در سال ۱۹۹۹ - کومی

آندری دیمیترویچ ساخاروف (به روسی: Андрей Дмитриевич Сахаров) (۲۱ مه ۱۹۲۱ – ۱۴ دسامبر ۱۹۸۹) فیزیکدان هسته‌ای شوروی، مخالف حکومت و فعال در زمینه خلع سلاح هسته‌ای بود که پدر بمب هیدروژنی شوروی نیز لقب گرفته‌بود.
ساخاروف، به دلیل طراحی بمب آردی‌اس-۳۷-که نشان‌دهنده توسعه بمب هیدروژنیِ ساخت شوروی بود-، مشهور بود. ساخاروف بعدها مدافع آزادی و اصلاحات مدنی در شوروی شد و به همین خاطر، با آزار و اذیت از سوی حکومت، مواجه شد. این فعالیت‌ها باعث شد در سال ۱۹۷۵ برنده جایزه صلح نوبل شود ساخاروف همچنین به دستور نیکیتا خروشچف رهبر پیشین شوروی بزرگترین سلاح تاریخ بشریت یعنی بمب تزار را ساخت. جایزه ساخاروف نیز که هرساله از سوی پارلمان اروپا اهدا می‌شود و به حقوق بشر و آزادی‌ها اختصاص دارد، به افتخار او ایجاد شده‌است.

## زندگی
آندری دیمیترویچ ساخاروف در ۲۱ ماه مه ۱۹۲۱ در شهر مسکو به دنیا آمد. دوران کودکی او با دوران استقرار رژیم کمونیستی هم‌زمان بود. او دوران تحصیلی سختی را از نظر اقتصادی گذارند، اما توانست قبل از پایان تحصیل در استخراج فلزات صنایع دفاعی در یک کارخانه مهمات‌سازی شغلی بیابد.
او به تئوری‌های فیزیک علاقه داشت و سرانجام در همین رشته هم فارغ‌التحصیل شد.

## فعالیت‌ها
پس از بمباران اتمی هیروشیما توسط آمریکا، هیاتی از طرف دولت روسیه موظف به مطالعه در این زمینه شدند. این تحقیقات با ابتکارات ساخاروف منجر به اختراع اولین بمب هیدروژنی در سال ۱۹۵۲ گردید.
او زمانی که به امکان کاربرد و قدرت تخریب بمب‌های هیدروژنی پی برد به مخالفت برخاست و به یک مخالف تبدیل شد. این مخالفت تا آخر عمر با وی همراه بود. او به خاطر فعالیت‌هایش برنده جایزه صلح نوبل در سال ۱۹۷۵ شد.
ساخاروف در سال ۱۹۶۷ نامه‌ای سرگشاده به برژنف رهبر وقت شوروی نوشت و در آن به افزایش زندانیان سیاسی و نقض حقوق بشر اعتراض کرد.
او به خاطر اعتراضات خود به شهر گورکی در ۴۰۰ کیلومتری مسکو تبعید شد، و پس از ۱۰ سال در ۲۱ دسامبر ۱۹۸۶ از زندان آزاد شد. آزادی وی را شخص گورباچف با تلفن به وی اعلام کرد.

## جایزه نوبل
ساخاروف در سال ۱۹۷۵ جایزه صلح نوبل را دریافت کرد.

## کتاب
او بعدها کتابی در مورد زندگی خود نوشت و در آن به بررسی وضع زندگی خود در روسیه و اکتشافات خود در مورد بمب‌های هسته‌ای پرداخت. در ایران از ساخاروف کتاب «کشور من و جهان» به ترجمه ابوالفضل خدابخش از سوی انتشارات رواق منتشر شده‌است.

## درگذشت
او عاقبت در ۱۴ دسامبر ۱۹۸۹ در سن ۶۸ سالگی بر اثر حمله قلبی درگذشت. ساخاروف به عنوان قهرمان دموکراسی و حقوق بشر در شوروی شناخته می‌شود.